# نهائي كأس فرنسا 1934
نهائي كأس فرنسا 1934 هي المباراة النهائية من منافسة كأس فرنسا 1933–34 ‏، أقيمت المباراة في 6 مايو 1934، في ملعب أولمبيك دي كولومب، بين فريقي نادي سيت، وأولمبيك مارسيليا، وفاز فيها نادي سيت، بعد أن هزم أولمبيك مارسيليا، بنتيجة 2 - 1، وكان حكم المباراة Jules Baert ‏، وحضر المباراة 40600 شخصاً.

## تفاصيل المباراة
لعبت المباراة النهائية في 6 مايو 1934.
| نادي سيت                                  | 2 -1 | أولمبيك مارسيليا   |
| ----------------------------------------- | ---- | ------------------ |
| إشتڤان لوكاتش ‏ 22 ' · إشتڤان لوكاتش ‏ 75 ' |      | Émile Zermani ‏ 2 ' |